# Винницкий трамвай
Винницкий трамвай (укр. Вінницький трамвай) — система электрического трамвая в городе Винница Винницкой области Украины. Действует с 28 октября 1913 года. Винницкая трамвайная система — одна из четырёх узкоколейных (ширина колеи — 1000 мм) трамвайных систем на территории Украины. Кроме Винницкой, метровую колею в Украине имеют Житомирская и Львовская трамвайные системы, а также аннексированная Евпаторийская.

## История

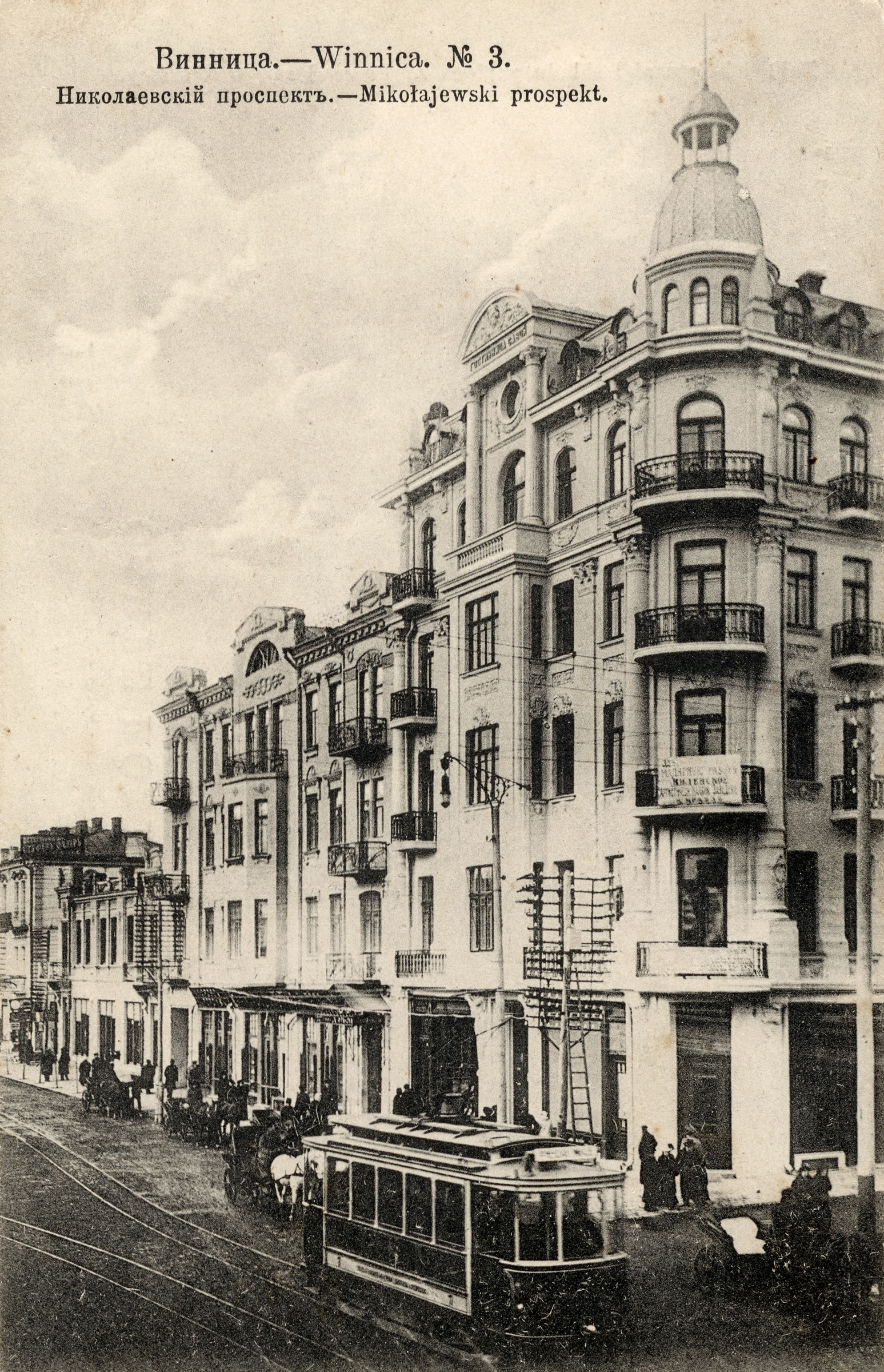
Трамвай около отеля «Савой», начало XX ст.

Движение электрического трамвая было открыто в Виннице 28 октября 1913 по маршруту «Вокзал — Женская гимназия» протяжённостью 8,6 км. Уже весной 1914 построили вторую линию по Николаевскому проспекту в Военный городок. На двух двухколейных линиях работало 11 вагонов. На линии работали двухосные двухсторонние вагоны фирмы MAN.
Один из таких вагонов сейчас отреставрирован, и находится в депо; иногда, по праздникам или как экскурсионный, эксплуатируется на линии. Другой, макет, изготовлен в 2003 году в честь 90-летия трамвая, как памятник установлен возле трамвайного депо. Трамвай работал и во время событий 1917—1919 годов, но в 1920 году движение было приостановлено и возобновлено только в конце ноября 1921 года.
В 1932 состоялось первое после 1914 года расширение сети — по улице Пирогова в больницу была проложена новая линия. Перед войной началось строительство новой линии по улице Фрунзе (сейчас — Академика Янгеля) до химкомбината и трамвайного депо, однако этим планам помешала война. Движение в начале войны прекратилось, но при немецкой оккупации, в мае 1942 года, возобновилось. Город был освобождён 20 марта 1944 года, а движение возобновилось всего за год. Из-за запрета движения трамваев по мостам через Южный Буг, действовало 2 изолированные системы, поэтому до 1949 года не было сквозного движения через мосты. В то время восстановили линию в Военный городок и построили в 1950 году проектируемую ещё до войны линию до химического комбината.
В 1955 году была открыта новая линия по Хмельницкому шоссе до нового трамвайного депо, которое строилось вместо старого, старое же депо из-за строительства нового моста было снесено. Новый мост через Южный Буг открыли в том же 1955 году.
В течение 1957—1959 годов в две очереди продлена линия по ул. Пирогова до больницы им. Ющенко.
В 1963 году открыта линия по улице Красноармейской (в сторону химкомбината), в том же году линию по Хмельницкому шоссе продолжили к остановке Лесная, а в 1966 — дальше, к городской
черте (Барское шоссе), в 1968 линию по улице Пирогова продлили на юг, к нынешней конечной «Электросеть». Протяжённость сети составила 30 км.
В 1977 году была снята линия по проспекту Коцюбинского, трамвай до вокзала начал ходить в обход по проспекту 50-летия, и по улицам Фрунзе и Кирова. Линия на химкомбинат также была закрыта. Последнее расширение сети произошло с 1986 по 1992 год: в две очереди было построена линия на жилмассив Вишенка по улице Келецкой.
В 2002—2006 годах трамвайные пути по Центральному мосту и улице Соборной были реконструированы с применением чешской бесшпальной технологии укладки пути, которая позволяет существенно снизить шум и вибрацию во время движения.
В 2003 году в честь 90-летия винницкого трамвая был установлен памятный знак, состоящий из каменной памятной доски, укреплённой на большом камне. Знак установлен в начале улицы Соборной, на её чётной стороне, там где когда-то находилось первое депо.
6 декабря 2006 года, после подписания Меморандума о взаимопонимании между правительствами двух государств, — Швейцарской Конфедерации и Украины, — было начато сотрудничество между Винницей и муниципалитетом города Цюрих в рамках проекта финансовой и технической помощи «Цюрихские трамваи для Винницы». В марте 2007 года Винница получила первые 14 поездов серии «Karpfen» (моторный вагон Be 4/4 и прицепной вагон B4), а через год, в марте 2008-го — ещё 15 поездов «Mirage» (моторный вагон Be 4/6 и прицепной вагон B4 FFA/SWP).
Летом 2008 года было начато строительство трамвайной линии, которая должна была соединить Барское шоссе и ул. Келецкую, но в связи с экономическим кризисом оно было приостановлено.
В ноябре 2009 года, марте и июле 2010-го приходят партии из 14, 16 и 18 вагонов Be 4/6 Mirage, запасные тележки и другие запчасти.
В июле 2010 года городским советом было принято решение о продаже 5 вагонов Tatra KT4SU (№ № 153, 164, 169, 205, 211) в Житомир. Все вагоны прошли предпродажную подготовку: был проведён ремонт, замена изношенных деталей, обновлена внешняя покраска и внутренние отделочные покрытия. В декабре 2010 года была осуществлена их отправка.
15 декабря 2010 года из Цюриха в Винницу прибыла последняя партия из 12 вагонов Be 4/6 Mirage и запчастей к ним.
С 2011 года для перевозки пассажиров на линиях используются исключительно швейцарские трамваи, хотя иногда эксплуатируются чешские КТ4SU. За период с 2007 по 2011 годы Винница получила от швейцарского Цюриха 116 трамвайных вагонов, ежедневно же на маршруты выходит 85 единиц.
В 2012 году после выделения Министерством экономики денежных средств в размере 28 млн гривен было возобновлено начатое в 2008 году строительство отрезка трамвайных путей, соединяющего трамвайные линии на ул. Келецкой и Барском шоссе.
В 2012 году все трамваи были оснащены бесплатным доступом к интернету по Wi-Fi.
В июне 2012 года, к Евро-2012, два вагона Tatra KT4SU (№ № 209 и 213) были подарены Львову. Перед отправкой на КП «ВТТУ» был проведён их полный капитально-восстановительный ремонт. Данный ремонт включал в себя комплекс работ по восстановлению геометрии кузова, капитальный ремонт тележек, проверку и замену (при необходимости) электрооборудования, внешнюю покраску, новую отделку салона и кабины водителя.
В январе 2013 года на трамвай № 318 в качестве эксперимента был установлен GPS-трекер. Оснащение подвижного состава системами GPS в будущем позволит контролировать соблюдение расписания движения транспорта.
10 сентября 2013 года вагон Tatra KT4SU № 227 был отправлен в Евпаторию. Взамен 13 сентября прибыл немецкий трамвай Gotha T57 № 003 1957 года выпуска. Вагон будет представлен как музейно-экскурсионный к 100-летию винницкого трамвая.
21 октября 2013 года на территории трамвайного депо был торжественно открыт новый моечно-уборочный комплекс. Участок для мойки трамвайных вагонов оборудован двумя моющими самоходными машинами Kärcher, приобретёнными за счёт Швейцарской Конфедерации в рамках реализации проекта «Цюрихские трамваи для Винницы». Установленная в моечном комплексе система оборотного водоснабжения и водоподготовки с подогревом и системами очистки воды позволяет уменьшить потребление водопроводной воды на 90 %, а также использовать дождевые и талые воды. А система отопления и вентиляции позволяет обеспечивать работу корпуса в течение всего года, а не только в тёплый период, как было раньше. За сутки комплекс может принять до 60 трамваев.
Также в этот день к 100-летию пуска первого трамвая в городе открыт Музей трамвая. Он расположился на территории трамвайного парка и состоит из музейного павильона с экспонатами и фотоматериалами и площадки для стоянки исторических вагонов. Все вагоны работоспособны и могут выехать на линию.
22 октября свой первый рейс совершил музейный ретро-вагон Gotha T57 № 100, восстановленный к 100-летию винницкого трамвая. Последний раз вагон этой марки с пассажирами выходил на линии города в 1984 году.
19 декабря 2014 состоялось открытие новой трамвайной линии, которая соединила улицу Келецкую и Барское шоссе. В связи с этим изменились два трамвайных маршрута — маршрут № 2 стал кольцевым, трамваи на нём теперь двигаются по кругу в обе стороны, а маршрут № 6 продлён до Барского шоссе.
Ровно через год, 19 декабря 2015 года, закончено строительство вставки около рынка «Урожай», соединившей пути по улице Келецкой и Пирогова. В связи с этим был запущен новый трамвайный маршрут № 3 «Вишенка — Электросеть». Строительство обошлось в 9,9 млн гривен, которые город получил из Государственного фонда регионального развития (ГФРР). Также в 2015 году на базе трамвайного депо проводится капитальный ремонт трамвайного вагона № 224, который после глубокой модернизации получил «новое лицо». Вагон был представленных винничанам на день города и получил название «VinWay» — Винницкий путь.

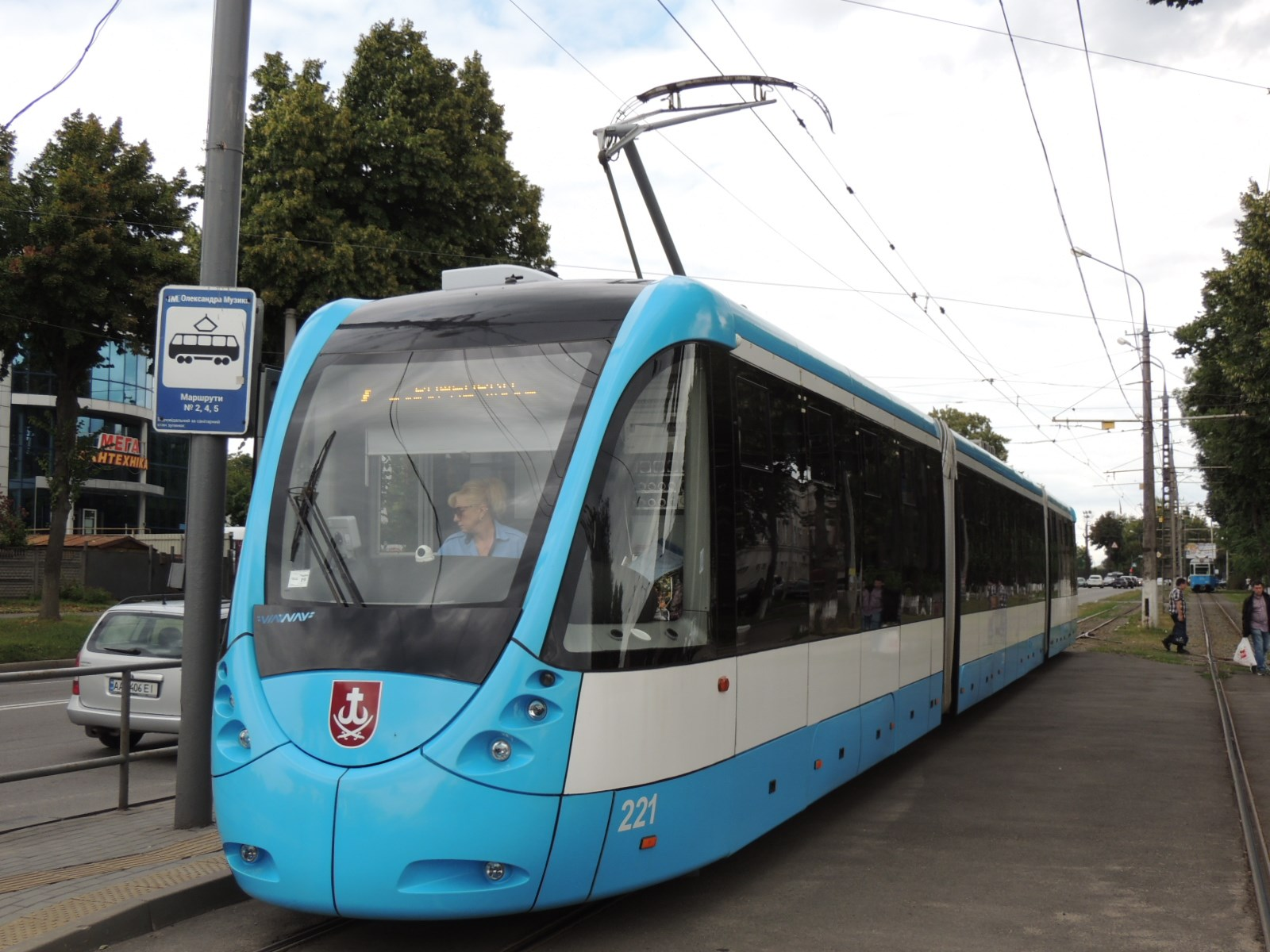
Модернизированный трамвай KT4UA «Vinway» в Виннице

В 2016 году на маршруты выехали ещё два трамвайных вагона — 32-метровый KT4UA «VinWay» и 16-метровый T4UA «VinWay». Среди преимуществ — низкопольная вставка посередине для удобства маломобильных пассажиров и доступ к Wi-Fi.
По комплектующим, «VinWay» — частично украинец, а частично — чех. Из заводского комплекта здесь остался только тележка, а вот, например, внешние детали кузова разрабатывает винницкое предприятие, сиденья для салона заказывали во Львове, а систему управления — в Чехии. На изготовление 1-го вагона нужно около четырёх месяцев.
По состоянию на 2018 год в Виннице собрано 10 трамваев собственного производства «VinWay»

## Маршруты
- 1 Железнодорожный вокзал — Электросеть
- 2 Барское шоссе — Вишенька
- 3 Электросеть — Барское шоссе.
- 4 Железнодорожный вокзал — Барское шоссе
- 5 Электросеть — Барское шоссе
- 6 Железнодорожный вокзал — Барское шоссе

Также ходили маршруты № 7 «Электросеть — Дом культуры „Заря“», № 8 «Дом культуры „Заря“- Вишенка» и № 9 «Железнодорожный вокзал — Дом культуры „Заря“»

## Подвижной состав
Основной единицей линейного подвижного состава в настоящее время являются односторонние сочленённые шестиосные моторные вагоны типа Mirage Be 4/6, односторонние четырёхосные типа Karpfen Be 4/4, модернизированые вагоны «VinWay», и двухсекционные сочленённые четырёхосные типа Tatra KT4SU, которые уже почти не выходят на улицы города за ненадобностью, но вполне работоспособны.
В прошлом в большом количестве эксплуатировались также Tatra T4; сейчас большинство из них переделано под служебные различного назначения либо списано.
Имеются также музейные вагоны:
- Ретро-трамвай. В общем-то ничего общего данная конструкция трамвая с винницкими трамваями не имеет. Изготовлен силами сотрудников ВТТУ в 1988 году к 75-й годовщине открытия трамвайного движения в Виннице. Только тележки данного вагона взяты от немецкого трамвая Gotha T57. Но этот трамвай за несколько десятилетий своего существования стал своеобразным новым символом города.
- Макет-памятник первого винницкого трамвая. Восстановлен сотрудниками винницкого ТТУ к 90-летию открытия трамвайного движения в нашем городе. Находится перед административным зданием трамвайного депо на Хмельницком шоссе. Именно такими были первые трамваи Винницы, произведённые Нюрнбергским заводом «MAN» (Германия). Внутри этого вагона располагается мини-музей истории развития трамвая.
- Вагон Gotha T57 № 100.
- Tatra T4SU.
- Tatra KT4SU № 226.
- Be 4/6 Mirage Kühe № 264 (Единственный рабочий вагон данной модели в мире).

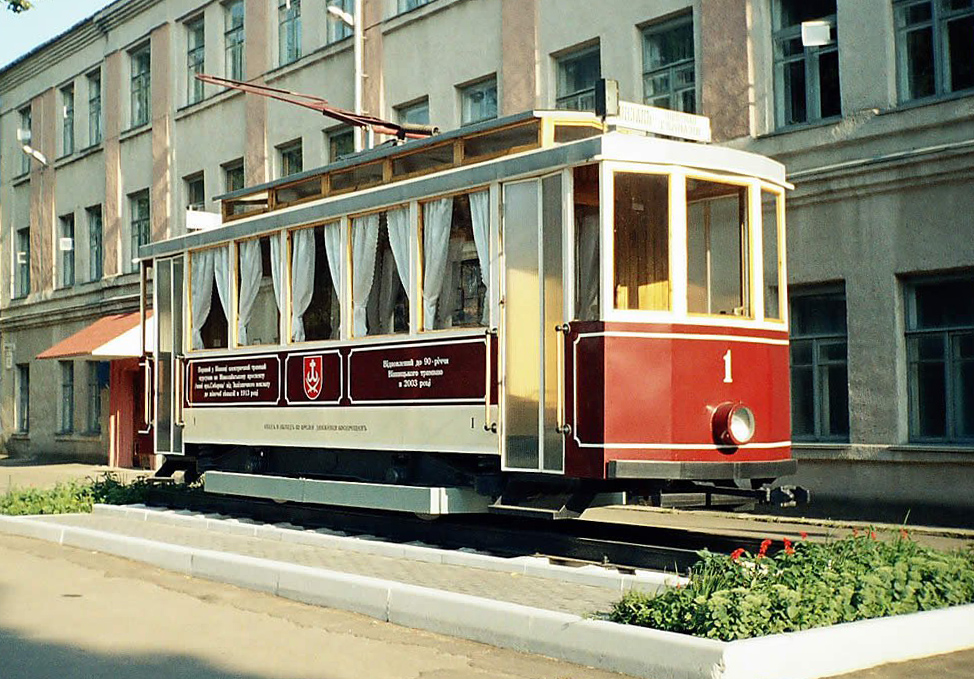
Вагон-памятник у трамвайного депо
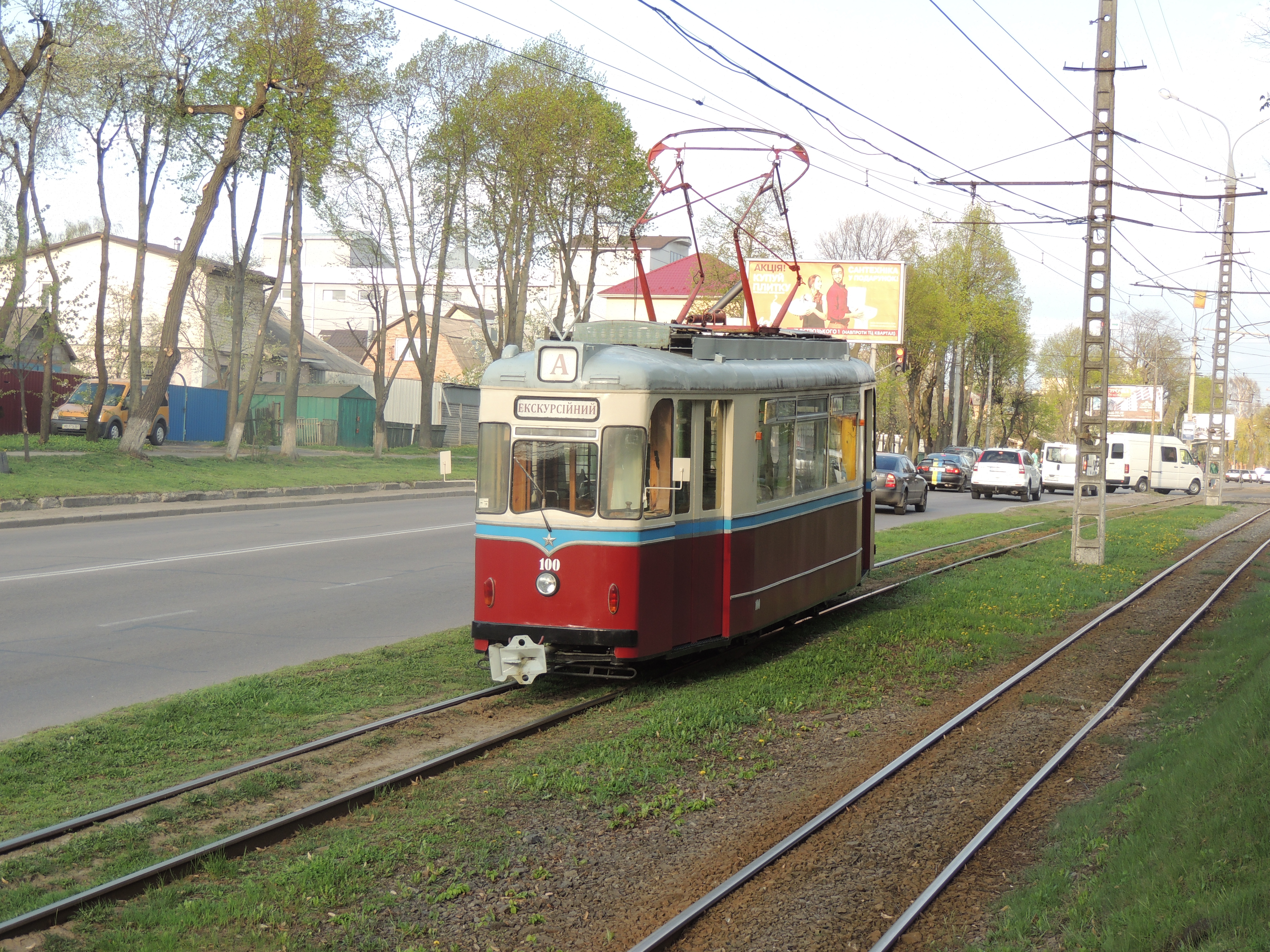
Экскурсионный Gotha T57

| Марка трамвая       | MAN         | К (С-900) | Lowa T54  | Lowa B54  | Gotha T57   | Gotha B57   | Gotha T59   | Gotha B59   | Gotha T62   | Gotha B62   | Tatra T4SU | Tatra KT4SU | Karpfen Be 4/4 | Karpfen B4 | Mirage Be 4/6 | Mirage Kühe Be 4/6 | FFA B4 | Вагоны серии «Vinway» |
| ------------------- | ----------- | --------- | --------- | --------- | ----------- | ----------- | ----------- | ----------- | ----------- | ----------- | ---------- | ----------- | -------------- | ---------- | ------------- | ------------------ | ------ | --------------------- |
| Год                 | 1913—1950-е | 1951—1977 | 1955—1971 | 1955—1971 | 1957—1980-е | 1957—1980-е | 1959—1980-е | 1959—1980-е | 1962—1980-е | 1962—1980-е | 1971—2008  | 1981-…      | 2007-…         | 2007-…     | 2008-…        | 2008-…             | 2008-… | 2015-…                |
| Количество трамваев | 11          | 15        | 1         | 1         | 16          | 13          | 12          | 12          | 11          | 11          | 42         | 80          | 14             | 15         | 75            | 3                  | 11     | 10                    |

По состоянию на 2012-й год на балансе КП «Винницкое трамвайно-троллейбусное управление» находилось 10 служебных и 158 пассажирских вагонов, из которых: Be 4/6 Mirage — 75 ед., Tatra KT4SU — 42 ед., B4 Karpfen — 14 ед., Be 4/4 Karpfen — 12 ед., B4 FFA/SWP — 11, Be 4/6 Mirage Kühe — 3, Tatra T4SU — 1, Gotha T57 — 1.

## Цюрихский трамвай

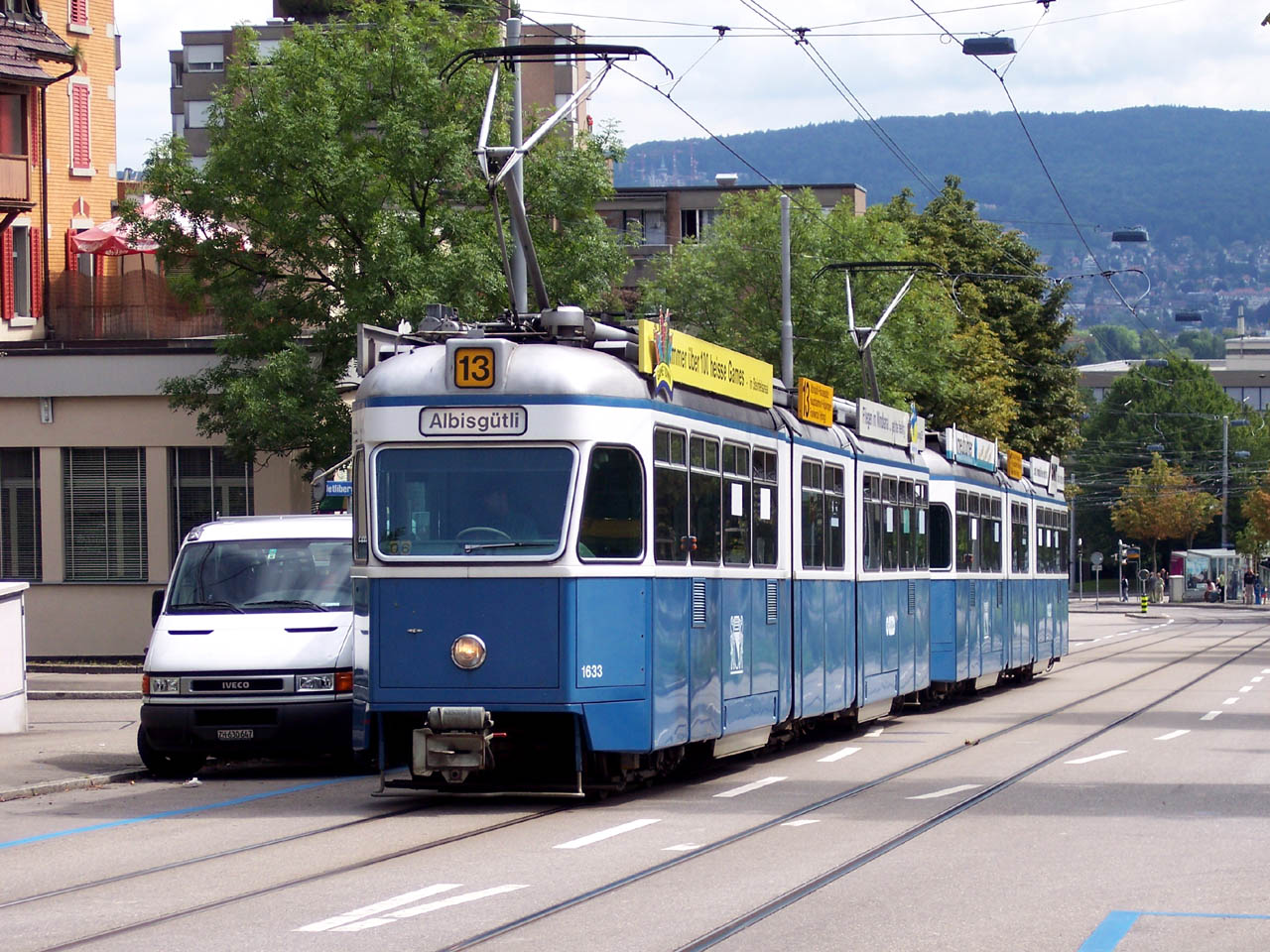
Be 4/6 Mirage

Муниципалитет швейцарского Цюриха безвозмездно передал Виннице несколько бывших в эксплуатации двухвагонных трамваев. Также швейцарская сторона взяла обязательства предоставлять запасные части для трамваев. В Цюрихе активно заменяют трамваи старых моделей Карпфен и Мираж на современные Кобры. Также в Винницу поступили трамваи Трамы 2000, которые в ближайшее время[когда?] войдут в эксплуатацию.
Прежде чем передать свои трамваи в надёжные руки, власти Цюриха обследовали 62 города стран СНГ и Балтии, а также ознакомились с работой каждого трамвайно-троллейбусного депо на Украине. В итоге выбор пал на Винницу, где швейцарцев больше всего удовлетворили условия эксплуатации подобной техники. Ширина цюрихской колеи совпадает с винницкой — 1 м.
Хотя швейцарские трамваи имеют по западноевропейским понятиям уже устаревший дизайн, однако они намного современнее смотрятся на улицах города, кроме того, уровень их технического оснащения гораздо выше, чем у чешских трамваев «Татра», которые много лет перевозили гостей и жителей Винницы. Салон у швейцарских трамваев значительно просторнее, отделан качественными материалами. Двери в вагон открывает не водитель, а пассажиры, нажав на специальную кнопку, размещённую возле дверей снаружи и внутри салона. Когда двери открыты и на подножке находится человек, трамвай не двинется с места.